# Fasaneninsel (Baskenland)
Die Fasaneninsel oder Konferenzinsel (spanisch Isla de los Faisanes; französisch Île des Faisans, Île de l’Hôpital oder Île de la Conférence; baskisch Faisaien uhartea oder Konpantzia) ist eine unbewohnte Binneninsel im spanisch-französischen Grenzfluss Bidasoa. 

## Verwaltung
Die Fasaneninsel ist das kleinste Kondominium der Welt und das einzige, dessen Verwaltung alle sechs Monate wechselt. Vom 1. Februar bis 31. Juli übt Spanien, vertreten durch die Flusspolizei von Fuenterrabía und Donastia / San Sebastián, und vom 1. August bis zum 31. Januar Frankreich, vertreten durch die Flusspolizei des Adour der Stadt Hendaye, die Verwaltung der Hoheitsrechte (Polizei und Justiz für Ausländer) aus. Der jeweils amtierende Kommandant der Flusspolizei steht gemäß der Formulierung des Staatsvertrags im Rang eines Vizekönigs.
Bei der halbjährlichen Amtsablösung findet jeweils ein militärisches Zeremoniell mit Schlüsselübergabe statt. Seit 2021 ist Pauline Potier als Vizekönigin Frankreichs für die Insel zuständig.

## Geschichte
Die Fasaneninsel ist 224 Meter lang und bis zu 41 Meter breit. Sie hat eine Fläche von 6820 Quadratmetern und liegt 5,9 Kilometer (4,2 Kilometer Luftlinie) südöstlich der Mündung des Bidasoa in den Golf von Biskaya. Sie gehörte früher zur Gemeinde Hondarribia, Gipuzkoa, und war dank ihrer Lage im Grenzgebiet häufig Schauplatz historischer Ereignisse. Die Höfe Spaniens und Frankreichs nutzten die „Insel der Zusammenkunft“, um Geiseln auszutauschen oder heiratsfähige Infantinnen als Bräute zu übergeben. 1526 wurden hier die beiden Söhne des französischen Königs König Franz I., Thronfolger Franz und Heinrich, der spätere Heinrich II., als Geiseln an Spanien übergeben, im Austausch für ihren Vater, der bei der Schlacht von Pavia in spanische Gefangenschaft geraten war. Hier fand auch die Rückgabe fünf Jahre später statt. 1659 unterzeichneten hier Ludwig XIV. von Frankreich und Philipp IV. von Spanien den  Pyrenäenfrieden, mit dem auch der Status der Insel als  Kondominium festgeschrieben wurde. Eine Stele in der Mitte der Insel erinnert daran.
Der Vertrag von Bayonne vom 2. Dezember 1856 regelte in Artikel 9 das Kondominium. Am 27. März 1901 wurden in einer gemeinsamen Konvention beider Staaten rechtliche Befugnisse von Polizei und Justiz geregelt. Der bekannteste Vizekönig der Insel war mit zwei Amtszeiten zwischen 1891 und 1898 der als Schriftsteller tätige Marineoffizier Pierre Loti.

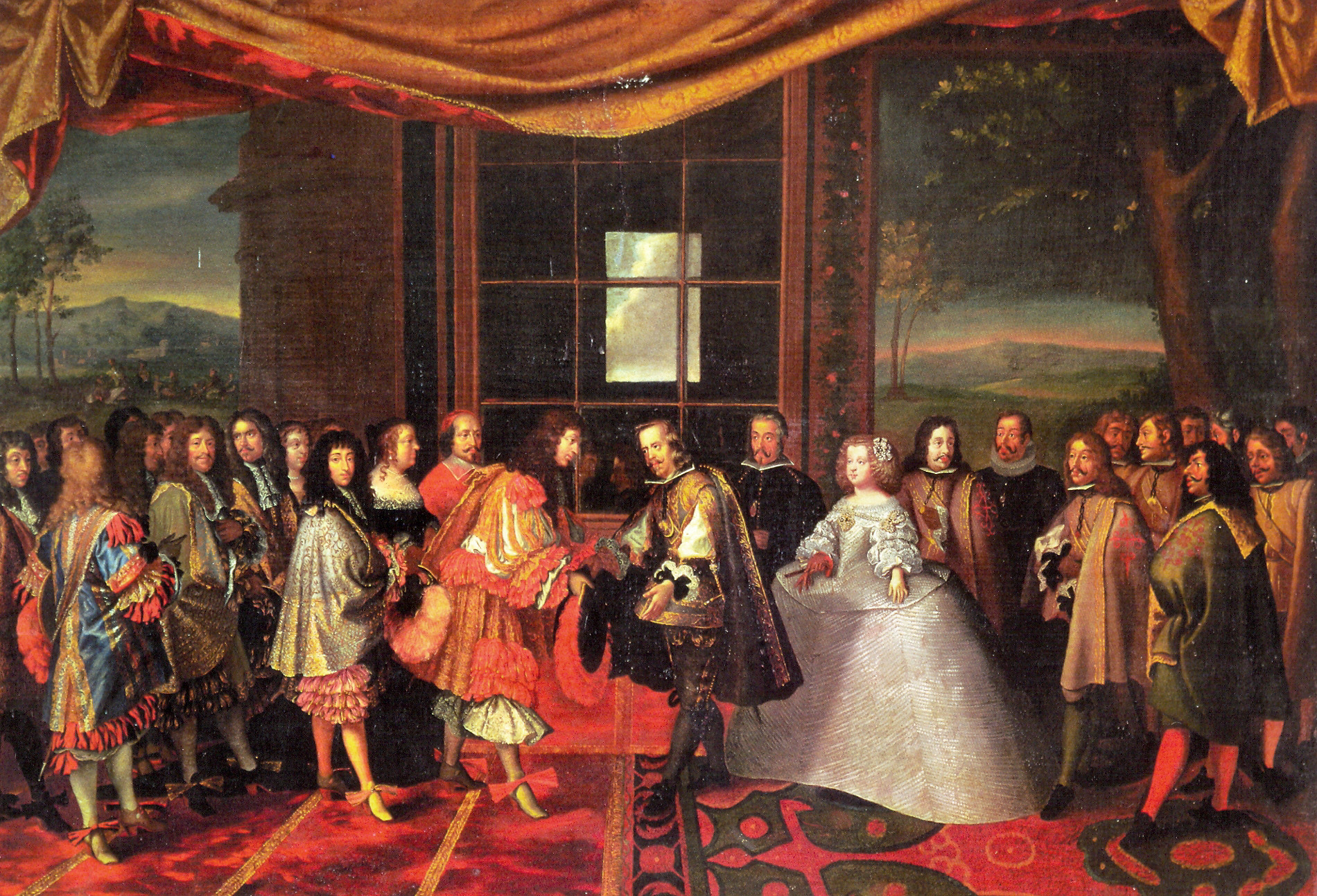
Unterzeichnung des Pyrenäenfriedens im Jahr 1659 auf der Fasaneninsel